# Paks (distrikt)
Paks är ett distrikt i Ungern. Det ligger i provinsen Tolna, i den centrala delen av landet, 90 km söder om huvudstaden Budapest.